# Котка от Келас
Котката от Келас е дребна черна или тъмно сива котка, наблюдавана в Келас, Шотландия, Великобритания.
В миналото е смятана за митична и първите ѝ наблюдения са отхвърляни като мистификации, но през 1984 подобен екземпляр е хванат и умира в капан поставен от пазач на дивеч. Оказва се, че жертвата е хибрид между шотландска дива котка (Felis silvestris silvestris) и домашна котка (Felis catus).
Името Котката от Келас е дадено от Карл Шукер, който след проучване стигнал до извода, че може да става дума за котката Ситх от митологията на келтите.